# Bradysia consumpta
Bradysia consumpta är en tvåvingeart som beskrevs av Freeman 1987. Bradysia consumpta ingår i släktet Bradysia och familjen sorgmyggor. Inga underarter finns listade i Catalogue of Life.